# Pietra di Cisano sul Neva

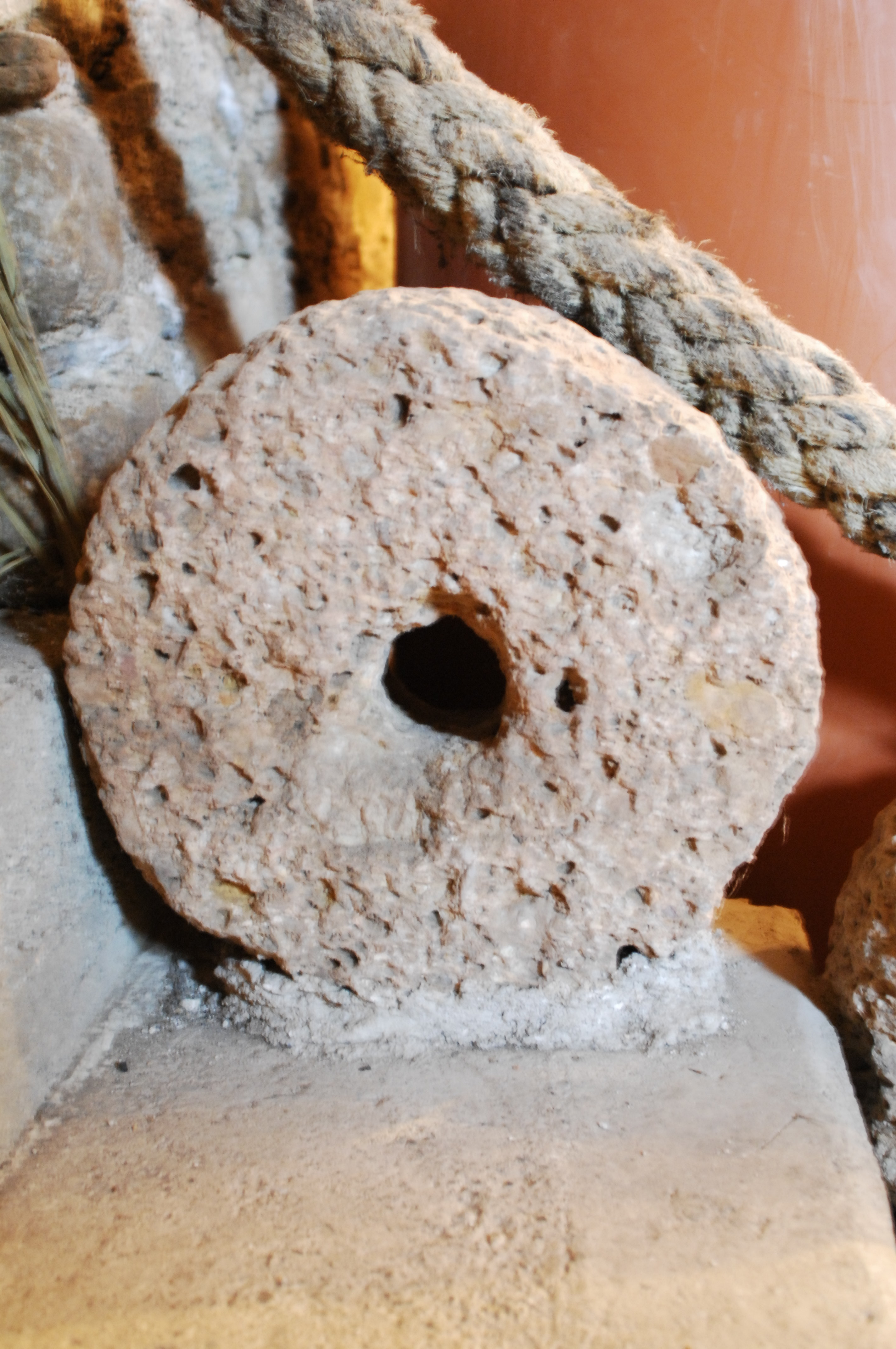
Macina realizzata con la caratteristica pietra di Cisano sul Neva.

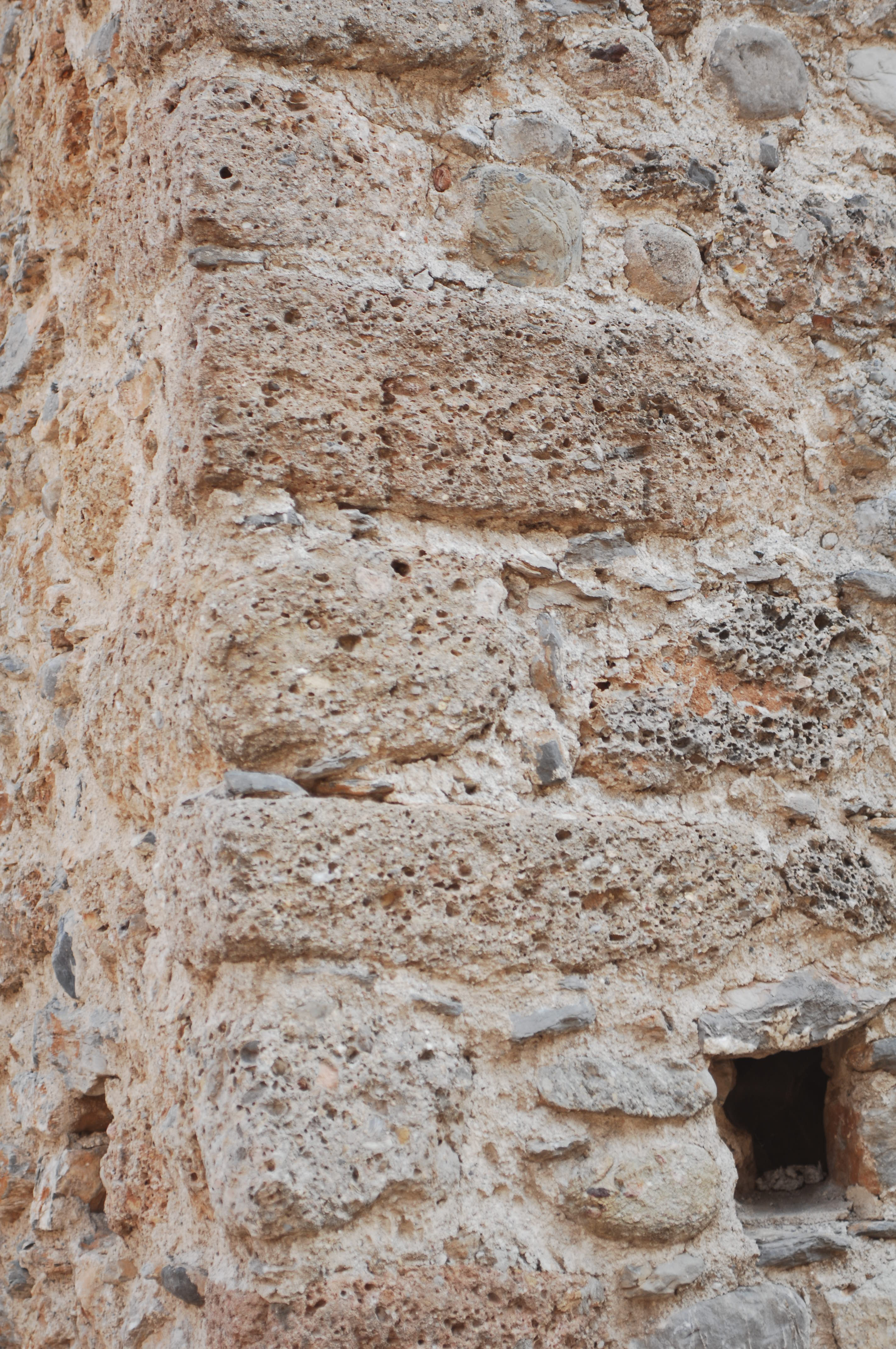
Particolare di un angolo di edificio realizzato con la pietra di Cisano sul Neva.

La pietra di Cisano sul Neva è una roccia estratta in Liguria, nell'omonimo comune.
La dizione della "Pietra di Cisano" fu coniata dal Geologo Issel nel 1892, che studio' tale tipo di roccia a monte del borgo di Cisano

## Descrizione
Questa pietra grigio-rosea, chiamata anche «puddinga poligenica» è detta appunto “di Cisano” non solo perché particolarmente abbondante in loco, tanto da caratterizzare l'aspro paesaggio collinare, ma anche perché, rispetto ad altri siti adiacenti, raggiunge qui una notevole compattezza, tale da renderla adatta ad essere usata come pietra da taglio per fare macine e mole.

### Caratterizzazione temporale
In epoche geologiche assai lontane, molto prima della comparsa dell'uomo preistorico, il mare occupava tutta l'attuale piana di Albenga ed i torrenti Arroscia, Lerrone, Neva e Pennavaira, nel corso dei millenni successivi alla ritirata delle acque marine, crearono le strette valli in quell'epoca che fu chiamata “ Pliocene ” e contribuirono, con l'erosione delle loro acque alla nascita della “Pietra di Cisano”.

### Posizione geografica
Interi versanti collinari appaiono incisi da numerosi incavi perfettamente circolari, a ricordo delle migliaia di mole tagliate e asportate nel corso dei secoli.
Alcuni siti hanno le caratteristiche di vere e proprie cave come quella in località Beguda o quella vicina alla chiesa di S. Calocero o ancora quelle del rio Bonino, del fossato delle Roxine e Roccognolo, in località Preone, da cui è stato intagliato il blocco che costituisce il Monumento ai Caduti di tutte le guerre, di fronte all'attuale scuola elementare G. Comanedi.

### Abitazioni e altre costruzioni
La pietra di Cisano è così compatta e resistente che nel corso dei secoli è stata usata anche come pietra da costruzione, e la troviamo impegnata sia in Albenga, dalle strutture murarie dell'anfiteatro romano sul Monte Bignone al complesso paleocristiano di S. Calocero e come basamento di molte torri ed edifici medievali, sia in Cisano, dove appare impiegata nelle torri medievali, nel ponte settecentesco e nella muratura di molti edifici antichi.
Veniva inoltre utilizzata nei “gombi” da olio come supporto delle presse, come pavimento, in sarcofaghi e tombe, sculture e altri elementi decorativi e, cosa non meno importante, chilometri e chilometri di muri a secco a sostegno di fasce collinari locali, orti e giardini sono stati interamente realizzati in pietra di Cisano.

### Analisi geologica della roccia
Nel 2002 il geologo Roberto M. Macciò ha redatto una relazione sulle caratteristiche di questa tipo di roccia:
La " Pietra di Cisano " o conglomerato di Cisano è una roccia sedimentaria che si è formata nel periodo pliocenico, oltre 7 milioni di anni fa, ed è il risultato di una sedimentazione marina litoranea di depositi grossolani trasportati dai corsi d'acqua di allora.
Nei ciottoli costituenti il conglomerato sono identificabili tipologie di rocce che affiorano nel settore di monte del bacino dei F. Centa
La "Pietra di Cisano" è un orizzonte o tipo dei "Conglomerati di Monte Villa Auctorum" e affiora nei pressi di Cisano e Salea.
Trattasi di conglomerato costituito da ciottoli e sassi assai arrotondati e con un elevato grado di sfericità, con dimensioni da pochi millimetri fino a 50 cm. e di litologia differente. Ovvero è un conglomerato costituito da parti di rocce differenti di origine, come dolomie, calcari, quarzite, con caratteristici ciottoli di verrucano, che è un quarzite variegata, che sono state cementate da un cemento calcareo, con calcite ricristallizata all'interno di ciottoli cariati (vuoti all'interno).
A differenza degli altri tipi di conglomerato presenti nella piana albenganese, nella "Pietra di Cisano" è raro trovare fossili.
È stato rinvenuto qualche frammento di Ostree e di pettinidi, ma mai un fossile intero.
In certe zone i conglomerati presentano degli strati pelitici ed argillosi
Caratteristica dominante di questa roccia è il colore rossastro, che deriva dalla matrice alterata in un sedimento argilloso.
La dizione della "Pietra di Cisano" fu coniata dal Geologo Issel nel 1892, che studio' tale tipo di roccia a monte del borgo di Cisano e scrisse:
" ... esistono livelli conglomeratici ... talora così compatti da servir di pietra da macina".
Infatti ad un aspetto spugnoso per la presenza di vuoti per la dissoluzioni di ciottoli, corrisponde una elevata compattezza generale della roccia, che si presta ad essere spaccata per un uso di rivestimento nell'edilizia.
Prove di laboratorio effettuate su materiale di carotaggio per ricavare la resistenza a compressione monoassiale attraverso la misura della resistenza o trazione con la compressione con della carota, hanno rilevato una roccia di notevole compattezza con valori di resistenza a compressione tra 30~45 MPa=300~450 kg./cm².
Benché la roccia in questione affiori solo nella zona di Cisano e Salea, essa costituisce il sottosuolo di una vasta area attorno all'abitato di Leca - Coste di Leca, ove è ricoperta da sedimenti alluvionali antichi, secondo le carote provenienti dalla perforazione dei pozzi irrigui, eseguiti con il metodo a percussione o con cucchiaia. In genere rappresenta una "Roccia da acqua" poiché ospita falde acquifere in particolari livelli ghiaiosi poco compatti e permeabili.
La "Pietra di Cisano" rappresenta la roccia più' giovane della zona albenganese, ovvero si è formata per ultima; sono presenti rocce che si sono formate circa 200 milioni di anni fa, come i Calcari di Rocca Liverna', su cui sono state impostate le cave per la produzione di inerti.